# Provedor de Justiça
Le Provedor de Justiça est l'ombudsman de la République portugaise. Il a été institué en avril 1975 et confirmé par la Constitution de 1976.

## Histoire
En 1971, José Magalhães Godinho défend la création d'un « conseil national de défense des droits », qui exercerait les fonctions d'un ombudsman. Lors du premier congrès de l'ordre des avocats en novembre 1972, Vasco da Gama Fernandes et Mário Raposo propose eux aussi l'institution d'un ombudsman, s'appuyant notamment sur les expériences d'Europe du Nord. L'idée est également reprise par l'Opposition démocratique.
Après la révolution des Œillets et la chute de l'État nouveau, des commissions judiciaires ainsi que les partis politiques proposent, sous différentes formes, la création d'un ombudsman. Le 21 avril 1975, le président de la République Francisco da Costa Gomes prend un décret-loi assurant la création du « Provedor de Justiça » et fixant ses attributions.
Le 26 août suivant, le « Provedor de Justiça » est officiellement inscrit dans le projet de Constitution, deux semaines après une proposition de la commission parlementaire des Droits fondamentaux. Le lieutenant-colonel Manuel da Costa Brás est nommé à ce poste le 31 décembre 1975, huit mois après la publication du décret-loi mais quatre mois avant l'entrée en vigueur de la Constitution. Le 15 mars 1976 est publié le décret-loi qui permet la création des services du Provedor.

## Élection
Le Provedor de Justiça est élu par l'Assemblée de la République à la majorité des deux tiers des députés présents, tant que ceux-ci représentent plus de la moitié du nombre total de parlementaires effectivement en fonction.
Peut être élu tout citoyen portugais éligible au Parlement, jouissant d'une réputation reconnue d'intégrité et d'indépendance.

## Réglementation
Son existence même est garantie par l'article 23 de la Constitution du 2 avril 1976. Le statut du Provedor de Justiça est une compétence législative exclusive de l'Assemblée de la République et se trouve établi par la loi 9/91 du 9 septembre 1991, tandis que l'organisation et le fonctionnement de ses services (en portugais : Provedoria de Justiça) sont fixés par le décret-loi du 11 août 1993.

## Fonctions
Il agit sur saisine individuelle, collective ou sur auto-saisine.
Il est compétent pour : 
- « adresser des recommandations aux organes compétents dans l'objectif de corriger des actes illégaux ou injustes des pouvoirs publics, ou d'améliorer l'organisation et les procédures administratives des services concernés » ;
- « signaler les lacunes de la législation, en effectuant des recommandations pour leur interprétation, modification ou abrogation, ainsi que des suggestions pour l'élaboration d'une nouvelle législation » ;
- « émettre des avis, à la demande de l'Assemblée de la République, sur tout domaine en lien avec son activité » ;
- « promouvoir la diffusion du contenu et la signification de chacun des droits et des libertés fondamentales, de ses propres moyens d'action et de recours » ;
- « intervenir, conformément à la loi, dans la protection des intérêts collectifs quand sont en cause des entités publics, des entreprises et service d'intérêt général » ;
- saisir le Tribunal constitutionnel conformément à la Constitution.

Le Provedor de Justiça est membre de droit du Conseil d'État.

## Titulaires
| Titulaires                    | Dates                              |
| ----------------------------- | ---------------------------------- |
| Manuel da Costa Brás          | 31 décembre 1975 – 23 juillet 1976 |
| José Magalhães Godinho        | 12 octobre 1976 – 3 février 1981   |
| Eudoro Pamplona Corte-Real    | 3 février 1981 – 19 avril 1985     |
| Ângelo de Almeida Ribeiro     | 19 avril 1985 – 15 mai 1990        |
| Mário Raposo                  | 15 mai 1990 – 20 décembre 1991     |
| José Menéres Pimentel         | 16 janvier 1992 – 18 mai 2000      |
| Henrique Nascimento Rodrigues | 18 mai 2000 – 3 juin 2009          |
| Alfredo José de Sousa         | 22 juillet 2009 – 24 juillet 2013  |
| José de Faria Costa           | 24 juillet 2013 – 2 novembre 2017  |
| Maria Lúcia Amaral            | 2 novembre 2017 – 4 juin 2025      |